# Naidium luteum
Naidium luteum är en ringmaskart. Naidium luteum ingår i släktet Naidium och familjen glattmaskar. Inga underarter finns listade i Catalogue of Life.